# Lesztarka
Lesztarka (bułg. Лещарка) – wieś w Bułgarii, w obwodzie Kyrdżali, w gminie Krumowgrad. W 2024 roku liczyła 288 mieszkańców.